# Ludwig David Ochs
Ludwig David Ochs (* 6. November 1779 in Walsdorf; † 12. Dezember 1857 ebenda) war ein deutscher Oberschultheiß  und Mitglied des Nassauischen Landtags.  

## Leben
Ludwig David Ochs wurde als Sohn des Schultheißen Johann Philipp Ochs (1737–1805) und dessen Ehefrau Maria Margarethe Seyberth (1746–1810) geboren. Er war Oberschultheiß (Bürgermeister) und betrieb in seinem Heimatort eine Landwirtschaft, als er am 7. Mai 1835 als Nachfolger von Anton Gergens, dessen Wahl für ungültig erklärt worden war, ein Mandat für die Zweite Kammer des Nassauischen Landtags erhielt. Er gehörte zu den fünf höchstbesteuerten Grundeigentümern im Amt Idstein und wurde aus der Gruppe der Grundbesitzer des Wahlkreises Wiesbaden in das Parlament gewählt, dem er bis 1845 angehörte.